# Dalano Banton
Dalano Banton (Toronto, 7 novembre 1999) è un cestista canadese, professionista nella NBA con i Portland Trail Blazers.

## Carriera
Dopo aver trascorso una stagione con i Western Kentucky Hilltoppers e una con i Nebraska Cornhuskers, nel 2021 si dichiara eleggibile per il Draft NBA, venendo chiamato con la quarantaseiesima scelta assoluta dai Toronto Raptors, diventando così il primo giocatore canadese ad essere scelto dalla squadra dell'Ontario.

## Statistiche

### NCAA
| Anno      | Squadra         | PG | PT | MP   | TC%  | 3P%  | TL%  | RP  | AP  | PRP | SP  | PP  |
| --------- | --------------- | -- | -- | ---- | ---- | ---- | ---- | --- | --- | --- | --- | --- |
| 2018-2019 | WKU Hilltoppers | 31 | 12 | 15,1 | 40,2 | 21,6 | 55,9 | 3,0 | 2,1 | 0,5 | 0,5 | 3,4 |
| 2020-2021 | UNL Cornhuskers | 27 | 22 | 27,3 | 41,1 | 24,7 | 65,9 | 5,9 | 3,9 | 1,0 | 0,9 | 9,6 |
| Carriera  | Carriera        | 58 | 34 | 20,8 | 40,8 | 23,7 | 63,1 | 4,3 | 2,9 | 0,7 | 0,7 | 6,3 |

#### Massimi in carriera
- Massimo di punti: 18 vs Nevada-Reno (26 novembre 2020)[6]
- Massimo di rimbalzi: 13 vs Wisconsin-Madison (29 dicembre 2018)
- Massimo di assist: 10 (2 volte)
- Massimo di palle rubate: 3 (4 volte)
- Massimo di stoppate: 4 vs McNeese State (25 novembre 2020)
- Massimo di minuti giocati: 38 (3 volte)

### NBA

#### Regular Season
| Anno      | Squadra             | PG  | PT | MP   | TC%  | 3P%  | TL%  | RP  | AP  | PRP | SP  | PP   |
| --------- | ------------------- | --- | -- | ---- | ---- | ---- | ---- | --- | --- | --- | --- | ---- |
| 2021-2022 | Toronto Raptors     | 64  | 1  | 10,9 | 41,1 | 25,5 | 59,1 | 1,9 | 1,5 | 0,4 | 0,2 | 3,2  |
| 2022-2023 | Toronto Raptors     | 31  | 2  | 9,0  | 42,3 | 29,4 | 70,8 | 1,5 | 1,2 | 0,4 | 0,4 | 4,6  |
| 2023-2024 | Boston Celtics      | 24  | 1  | 7,1  | 37,3 | 12,5 | 80,0 | 1,5 | 0,8 | 0,2 | 0,1 | 2,3  |
| 2023-2024 | Portland T. Blazers | 30  | 8  | 29,2 | 40,8 | 31,1 | 78,0 | 4,8 | 3,6 | 0,9 | 0,6 | 16,7 |
| 2024-2025 | Portland T. Blazers | 67  | 7  | 16,7 | 39,1 | 32,4 | 72,8 | 2,0 | 2,4 | 0,6 | 0,5 | 8,3  |
| Carriera  | Carriera            | 216 | 19 | 14,5 | 40,2 | 30,4 | 72,8 | 2,2 | 2,0 | 0,5 | 0,4 | 6,8  |

#### Play-off
| Anno     | Squadra         | PG | PT | MP  | TC% | 3P% | TL%  | RP  | AP  | PRP | SP  | PP  |
| -------- | --------------- | -- | -- | --- | --- | --- | ---- | --- | --- | --- | --- | --- |
| 2022     | Toronto Raptors | 4  | 0  | 1,9 | 100 | -   | 50,0 | 0,5 | 0,3 | 0,3 | 0,0 | 1,8 |
| Carriera | Carriera        | 4  | 0  | 1,9 | 100 | -   | 50,0 | 0,5 | 0,3 | 0,3 | 0,0 | 1,8 |

#### Massimi in carriera
- Massimo di punti: 31 vs Atlanta Hawks (27 marzo 2024)[7]
- Massimo di rimbalzi: 6 (2 volte)
- Massimo di assist: 9 vs Atlanta Hawks (27 marzo 2024)
- Massimo di palle rubate: 3 vs Detroit Pistons (14 novembre 2022)
- Massimo di stoppate: 3 vs Charlotte Hornets (25 gennaio 2022)
- Massimo di minuti giocati: 25 vs Detroit Pistons (14 novembre 2022)

### G League
| Anno      | Squadra       | PG | PT | MP   | TC%  | 3P%  | TL%  | RP  | AP  | PRP | SP  | PP   |
| --------- | ------------- | -- | -- | ---- | ---- | ---- | ---- | --- | --- | --- | --- | ---- |
| 2021-2022 | Raptors 905   | 11 | 10 | 32,7 | 50,9 | 32,7 | 65,6 | 7,7 | 5,5 | 1,5 | 0,4 | 24,7 |
| 2022-2023 | Raptors 905   | 15 | 13 | 31,9 | 43,9 | 25,8 | 87,1 | 6,2 | 4,7 | 1,3 | 0,8 | 18,9 |
| 2023-2024 | Maine Celtics | 2  | 2  | 34,8 | 43,5 | 33,3 | 64,3 | 5,5 | 4,0 | 2,0 | 2,0 | 29,5 |
| Carriera  | Carriera      | 28 | 25 | 32,4 | 46,9 | 28,9 | 74,0 | 6,8 | 5,0 | 1,4 | 0,7 | 21,9 |